# Georg Friedrich Engel
Georg Friedrich Engel (* 17. Oktober 1777 in Durlach; † 3. März 1859 in Lübeck) war ein deutscher Tapetenmaler, Theatermaler und Theaterdirektor.

## Leben

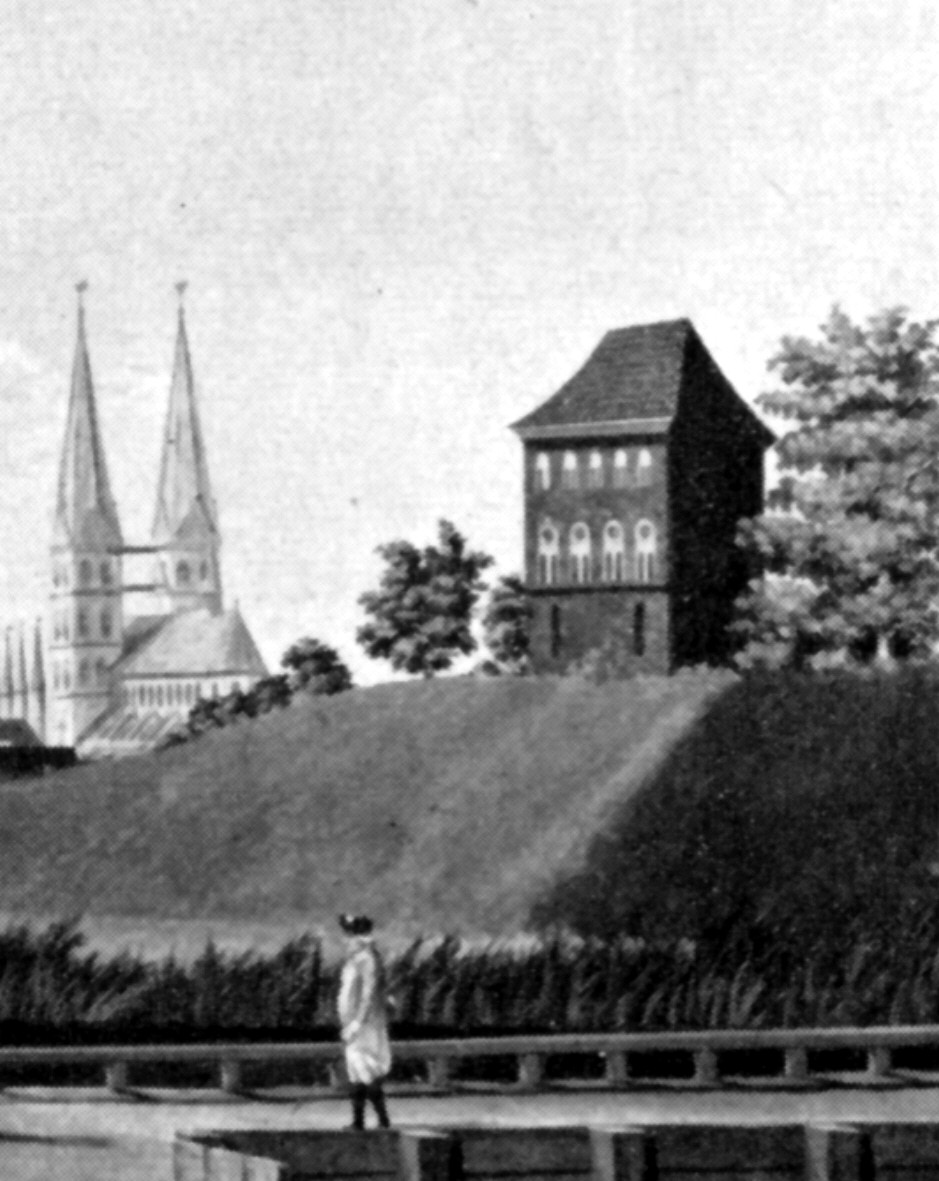
Georg Friedrich Engel: Der Absalonsturm in Lübeck (um 1800)

Engel kam gegen Ende des 18. Jahrhunderts nach Lübeck, um in einer Tapetenfabrik zu arbeiten. Dabei handelte es sich vermutlich um die Roddeschen Tapetenfabrik unter der künstlerischen Leitung von Johann Baptist Hauttmann. Im Zuge der Insolvenz des Eigentümers musste er sich neu orientieren und wurde Dekorationsmaler; daneben war er als Theatermaler und Bühnenbildner am Theater Lübeck tätig.
Nach der Zahlungsunfähigkeit des damals persönlich für den Spielbetrieb haftenden Theaterdirektors Karl Friedrich Graf Hahn-Neuhaus im Jahr 1824 und dem Bankrott seines Nachfolgers Musikdirektor Santo mitten in der Spielzeit im Januar 1827 rettete der Theater- und Tapetenmaler Georg Friedrich Engel die missliche Situation im Lübecker Kulturleben und wurde von 1827 bis 1832 Theaterdirektor am Theater Lübeck. Er übernahm den qualifizierteren Teil des Ensembles von Santo und fand in seinem planvollen wie sachkundigen Vorgehen die Unterstützung theaterliebender Lübecker Bürger, die es ihm ermöglichten, sein Ensemble auch über die Theaterpause im Sommer beieinander zu halten. Zur Spielzeit 1832/1833 wechselte das Direktorium des Theaters erneut und mehrere Theaterdirektoren scheiterten in Folge, zuletzt der vormalige Direktor des Altonaer Theaters Carl Schütze. Im Oktober 1838 kehrte dann Kontinuität im Lübecker Theaterleben ein;  Georg Friedrich Engels Sohn Friedrich Engel wurde Theaterdirektor in Lübeck und war gemessen an der Amtsdauer von zunächst elf Jahren und nach einer Unterbrechung dann weiter bis 1864 im 19. Jahrhundert einer der erfolgreichsten für Lübeck.
Von Georg Friedrich Engel haben sich Zeichnungen erhalten, darunter Ortsansichten aus dem frühen Seebad Travemünde.